# Mono no aware
Mono no aware (物の哀れ?) è un concetto esteta giapponese che esprime una forte partecipazione emotiva nei confronti della bellezza della natura e della vita umana, con una conseguente sensazione nostalgica legata al suo incessante mutamento. Trovare una traduzione esaustiva a questo concetto risulta complesso in ogni lingua; il suo corrispettivo in italiano può essere "pathos", "sensibilità estetica" o "partecipazione emotiva alle cose". Tuttavia, la traduzione più comunemente usata è "sensibilità delle cose". Sebbene sia un termine già presente nelle opere di periodo Nara, quali Kojiki e Man'yōshū, è nella letteratura di corte di epoca Heian, in particolare nelle produzioni letterarie dei monogatari, che esso assume maggiore salienza. Infatti, attraverso l’analisi di studiosi e commentatori dei secoli successivi, si è evinto come tale concetto estetico sia il principale trait d’union nella trama e nella struttura del grande classico Genji monogatari. Viene tuttora considerato il tema cardine e l’essenza estetica che permea tutto il romanzo, dalla descrizione della natura all’intimo animo dei personaggi.
Durante il periodo Heian furono eseguiti i primi studi riguardo al mono no aware, ma fu Motoori Norinaga, esponente del Kokugaku ad analizzarlo ed approfondirlo nel corso del periodo Tokugawa. 
Si ritiene che il concetto estetico dell'aware col passare dei secoli si sia radicato nella cultura giapponese fino ad influenzare i valori e il senso estetico presenti nel Giappone contemporaneo. 

## Etimologia
Durante il periodo Heian, mono no aware presentava una vasta gamma di significati a seconda delle occasioni in cui veniva usato: emozione, malinconia, ammirazione, turbamento d’animo. Il termine è formato dall’unione di due parole: mono (物?), che in giapponese significa "cosa", e aware, che in origine indicava una semplice esclamazione di stupore riferita ad un soggetto naturale, come la luna piena o un fiore sbocciato. Anticamente venivano usate le espressioni aa e hare (es. “Ah, che magnifica luna”) che si sono poi fuse nell’unica parola aware. La forma originale era una diretta espressione di una emozione come “il pino isolato, aware” o “aware, in cinguettio degli uccelli”. Questa prima forma esprimeva apprezzamento e totale coinvolgimento emotivo con la natura circostante. In seguito si cominciò a scrivere aware con il carattere 哀れ che significa "compassione", "tristezza", "pietà". Così facendo mutò il suo significato diventando un sentimento di malinconia che unisce sia l’apprezzamento verso il bello sia la tristezza dovuta alla consapevolezza che esso è destinato a svanire.